# Josep Maria Julià Capdevila
Josep Maria Julià Capdevila (Barcelona, 1954) és un arquitecte català. Llicenciat per l'Escola Tècnica Superior d'Arquitectura de Barcelona el 1982. El 1983 obté la titularitat de la plaça d'arquitecte dins del Servei de Projectes Urbans de l'Ajuntament de Barcelona i el 1998 és director de Projectes del Departament d'Arquitectura. Entre els seus treballs cal destacar la restauració del Reial Monestir de Santa Maria de Pedralbes (1989), per la qual va rebre diversos guardons. El 2002 va ser guanyador del concurs pel projecte, realitzat juntament amb M.Rivadulla, del nou edifici judicial pel Departament de Justícia de la Generalitat de Catalunya a Cornellà de Llobregat. Ha estat també professor de Pre-projectes d'Arquitectura Tècnica a l'Escola Elisava.
Paral·lelament ha desenvolupat una tasca com a dissenyador sobretot de mobiliari urbà. Entre els seus dissenys destaquen la balisa Macaya, treball en col·laboració amb Maria Luisa Aguado i premi Delta de Plata de l'ADI/FAD 1990, o el llum de sostre Pedralbes (1995).